# Agrostologia
A agrostologia é o ramo da botânica que estuda as gramíneas e, num sentido amplo, de todas as plantas forrageiras.
É a ciência que consiste no correto uso do solo para o plantio de espécies forrageiras destinadas ao consumo animal, a fertilidade e adaptação dessas plantas e seus teores nutritivos.
É cada vez mais crescente o estudo do melhoramento genético dessas espécies vegetais e do manejo das pastagens para que haja, ao mesmo tempo, uma melhor manutenção dos rebanhos e um menor desgaste do solo.
Há, portanto, a necessidade da consorciação de gramíneas com leguminosas (temporais ou perenes), contribuindo não só para a preservação do solo como para o fornecimento de um alimento enriquecido, indispensável na dieta animal. Esta proporção, na dieta, deve ser, em media de 30% de leguminosas para 70% de gramíneas.
O cultivo de gramíneas perenes, como o capim elefante, solteiros ou consorciados com leguminosas, e o plantio de leguminosas solteiras (banco de proteínas) servem, principalmente, para suplementar a pastagem no período de seca.
As plantas forrageiras podem se dividir na seguinte classificação:
- Forragens verdes, que contemplam as gramíneas e leguminosas forrageiras.
- Raízes e tubérculos, compostos por alimentos como, por exemplo, a mandioca, a cenoura, beterraba, etc.
- Grãos e sementes, onde esta incluída uma das maiores fontes energéticas da alimentação animal: o milho.

## Adubação e produtividade
Calagem — técnica que consiste na incorporação de calcário para a eliminação de alumínio (Al) tóxico e também aumentar os níveis de magnésio (Mg) e cálcio (Ca), antes de qualquer plantio.
Adubação — a adição de, pelo menos, 10t/ha de esterco de curral no sulco de plantio ou 6t/ha em cobertura (duas vezes ao ano), pode substituir toda a adubação de nitrogênio(N) e potássio(K) e 50% da adubação de fósforo(P).
Caso a adubação mineral realmente seja necessária (de acordo com o resultado em analise de solo), nunca adubar com nitrogênio (N) as leguminosas.
Cada sistema apresenta suas vantagens e desvantagens e cabe ao proprietário adotar o sistema de melhor conveniência para sua criação.